# A világegyetem története
A világegyetem története vagy egyetemes történelem a világegyetem történetének fontos eseményeit mutatja be időrendben. A szócikk kitér az emberi faj (Homo Sapiens) történetére és az Univerzum jövőjével kapcsolatos elméletekre is. A vallásos alapon nyugvó alternatív nézőpontokat a teremtés szócikk tartalmazza.

## Az univerzum kora
Mivel az emberi megfigyelés közvetlenül csak igen rövid időszakot és relatív kis távolságot, vagyis az univerzumnak csak töredékét foglalja magában a távoli múltat közvetlenül nem tudjuk meghatározni.
A tudomány egyéb ágaiban számos ismeretlen változó esetén eredményeket csak feltételezés és annak gyakorlati bizonyítása (ún. trial and error, vagyis próba és hiba) számítási módszer segítségével lehet meghatározni. A világegyetem múltját is csak bizonyos változók feltételezésével (vagyis egy elmélet felállításával) és azok előző, vagy következtethető ismeretekkel való megegyezési próbája (teszt) segítségével tudjuk meghatározni. A legutóbbi ilyen elmélet a standard modell.
A Világegyetem koráról csakis azóta beszélhetünk, mióta a standard modell elméletét a tudomány széles körben elfogadta, mert eszerint a Világegyetem egy egyetlen esemény, egy szingularitás  (angolul singularity) eredménye, vagyis egy végtelenül kicsi és végtelenül forró pontból indult ki; olyan állapotból, amelyben az általunk ismert fizikai törvények és anyagok nem léteztek, amiből a tapasztalatunk szerinti Világegyetem csaknem végtelen sebességgel képződött. Ez előtt az állapot előtt tehát a standard modell elmélete szerint még idő sem létezett. A világegyetemnek a standard modell által leírt születését ősrobbanás (angolul Big Bang) néven ismerjük.

## Mérföldkövek

### A távoli múlt
Mivel az ősrobbanást követő események rendkívüli sebességgel változtak, annak történetét lineáris időskálán nem lehet ábrázolni.  Grafikus ábrázolását logaritmikus időskálán a kezdetektől az első csillag megjelenéséig Az ősrobbanás lefolyásának grafikus ábrázolása cikk ábráján követhetjük.
- 13,8 milliárd évvel ezelőtt[1] az Univerzum az ősrobbanással („Big Bang”) megkezdődik (a napjainkban leginkább elfogadott elmélet szerint).[2]
- A kozmológia cikk ír azokról a részletekről, amelyek a tudomány szerint az ősrobbanás után közvetlenül történtek
- 300 ezer évvel az ősrobbanás után hidrogén atommagok elektronokat fognak be, létrehozva az első atomokat
- 200–300 millió évvel az ősrobbanás után kialakulnak az első galaxisok[3][4][5]
- 5 milliárd éve: a Nap létrejötte
- 4,5 milliárd éve: a Föld létrejötte, a geológiai korok kezdete
- 3,5 milliárd éve megjelennek az első egysejtűek a Földön
- 600-500 millió éve fejlődésnek indul a többsejtű élet

### A földi élővilág evolúciója

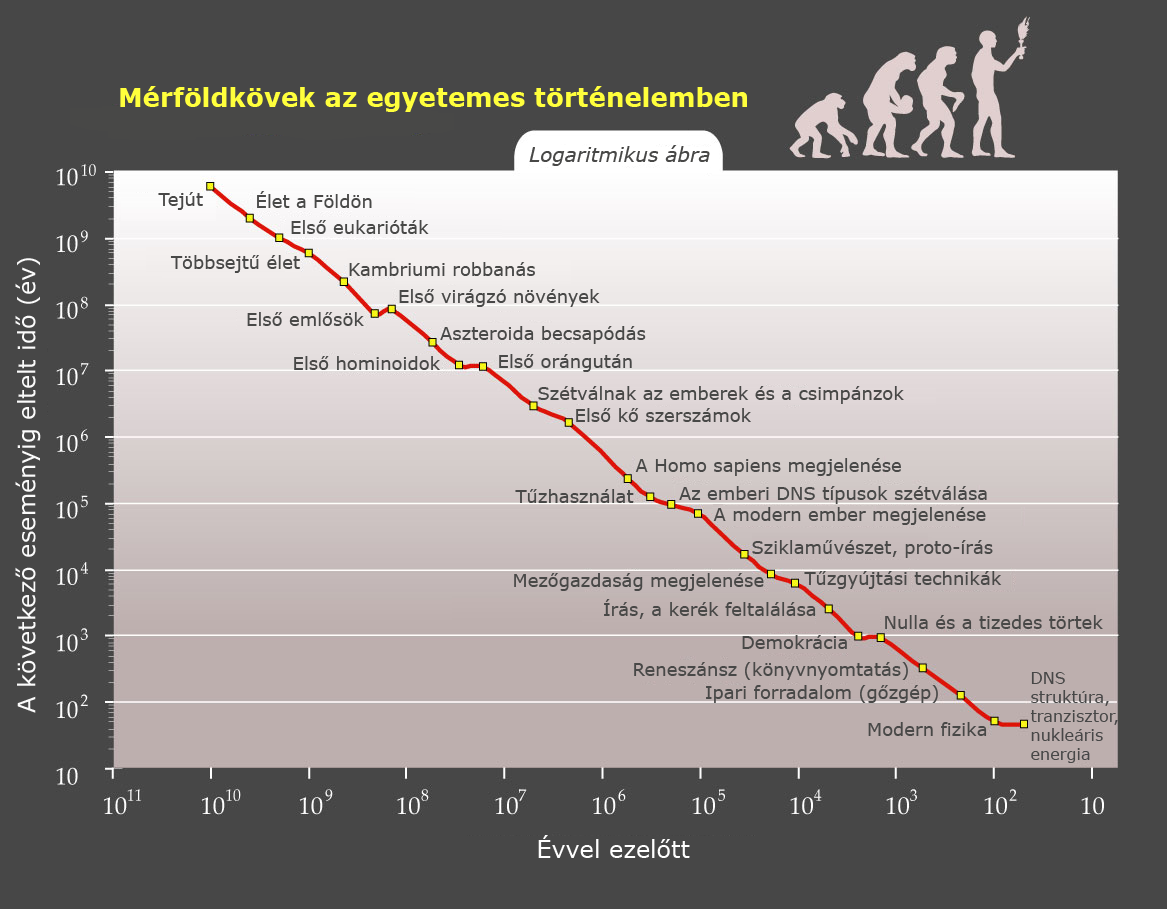
Mérföldkövek az egyetemes történelemben

- 2,5-2 millió éve: Az ember kialakulásának kezdete

### Az emberiség történelme
- 12-10 ezer éve: Az ember feltalálja a mezőgazdaságot, az emberi civilizáció kezdete
- 1961: az első ember Föld körüli pályán egy űrhajóval

Lásd még: Történelmi korszakok

## A távoli jövő
- 3 milliárd év múlva a Tejút és az Androméda-galaxis összeütközik
- 5 milliárd év múlva a Nap vörös óriássá válik